# Jan Lindström (militär)
Jan Olof Lindström, född 31 maj 1936 i Bodums församling i Jämtlands län,, död 26 december 2021 i Österhaninge distrikt i Stockholms län, var en svensk militär.

## Biografi
Lindström avlade officersexamen vid Krigsskolan 1959 och utnämndes samma år till fänrik i armén. Han befordrades till kapten vid Västernorrlands regemente 1967 och gick Högre stabskursen vid Militärhögskolan 1969. Lindström var detaljchef vid Arméstaben 1970–1973 och befordrades till major 1972. År 1975 befordrades han till överstelöjtnant i Generalstabskåren, varefter han var detaljchef vid Arméstaben 1975–1976 och chef för Allmänna avdelningen i Sektion 1 i Försvarsstaben 1976–1979. Lindström var sektionschef vid staben i Övre Norrlands militärområde 1979–1980 och brigadchef vid Västerbottens regemente 1980–1987, studerade vid Försvarshögskolan 1982 och befordrades till överste 1982. År 1989 befordrades han till överste av första graden, varefter han var chef för Utbildningsavdelningen i Arméstaben 1989–1990 och chef för Västerbottens regemente och Västerbottens försvarsområde 1990–1993. Lindström lämnade försvarsmakten 1993.
Jan Lindström var son till skogsrättaren Jonas Olov Valter Lindström och Frida Matilda Andersson. Han gifte sig 1960 med Anne-Marie Carlsson. Han är begraven i minneslund på Österhaninge kyrkogård.